# Lars Wager

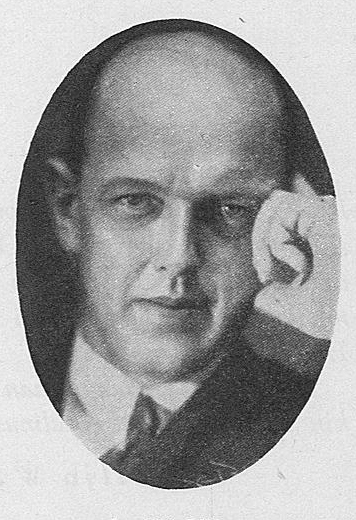
Lasse Wager i början av 1930-talet.

Lars Randmo "Lasse" Wager, född 16 februari 1896 i Sundsvall, död 7 mars 1986 i Helsingfors, var en finländsk operasångare (bas) och målare.

## Biografi
Lars Wager var son till direktören Karl Andreas Wager och Eline Naess och gift med Elsa Killengreen samt far till Leif Wager. 
Wager kom ursprungligen från Sverige och arbetade inom finlandssvenska teatrar. Sin operadebut gjorde han 1928 vid operan i Dijon i Frankrike. Han tillhörde ensemblen vid operan i Helsingfors som solist 1929–1955. Wager medverkade också i tre filmer ungefär samtidigt som sonen Leif Wager.
Wager studerade konst vid ritskolan i Viborg 1909 och 1912–1913 samt vid Wilhelmsons målarskola i Stockholm 1914–1915 och genom självstudier under ett stort antal resor i Europa. Han debuterade i en utställning i Oslo 1920 och ställde därefter ut ett flertal gånger i Finland under 1920-talet och var vid något tillfälle representerad vid Parissalongen. Som målare hämtade han sina landskapsmotiv från svenska västkusten och Norge. Han var även anlitad som porträttmålare.
Wager tilldelades Pro Finlandia-medaljen 1953. 